# AfriMusic Song Festival 2020
Het AfriMusic Song Festival 2020 was de derde editie van het AfriMusic Song Festival. In eerste instantie werd Zuid-Afrika, de winnaar van de vorige editie, aangesteld als gastland. De organisatoren zeiden immers "intens te werken aan een editie die live op tv uitgezonden zou worden over heel Afrika. Alhoewel, net zoals de voorgaande edities werd het toch online gehouden.
Een record van 30 acts traden aan in de finale. De Nigeriaanse act van Dhortune ThatOndoBoy won deze editie met slechts 6,5 punten. Dit was het laagste aantal tot dan toe voor de winnaar.

## Deelnemende landen
Voor deze derde editie werden slechts 113 nummers ontvangen, uit landen over het hele continent. Dit was een gigantisch verschil in vergelijking met de vorige editie, waar 3 502 artiesten een inzending inzonden. 
Uiteindelijk werden er bij de doorlichting 24 landen geselecteerd om deel te nemen aan de regionale selecties. Dit is te vergelijken met de halve finales op het Eurovisiesongfestival. In volgende tabel is een overzicht van de selectiegroepen. Deze werden ingedeeld volgens de regio waarin dat land zich bevindt. De getallen tussen de haakjes staan voor het aantal ontvangen inzendingen van dat land.
| Oost-Afrika                                                              | West-Afrika                                                                          | Centraal en Noord-Afrika                                                                                         | Zuidelijk Afrika                                                                                           |
| ------------------------------------------------------------------------ | ------------------------------------------------------------------------------------ | --- | --- |
| - Burundi (1) - Kenia (5) - Oeganda (5) - Tanzania (1) - Zuid-Soedan (2) | - Ghana (18) - Guinee (1) - Ivoorkust (2) - Liberia (1) - Nigeria (20) - Senegal (2) | - Congo-Brazzaville (1) - Congo-Kinshasa (4) - Equatoriaal-Guinea (1) - Kameroen (3) - Marokko (2) - Tunesië (1) | - Swaziland (1) - Malawi (4) - Mozambique (1) - Namibië (2) - Zambia (9) - Zimbabwe (7) - Zuid-Afrika (19) |

Zoals eerder vermeld konden slechts 30 acts zich plaatsen voor de finale. Dit wil zeggen dat Congo-Brazzaville, Equatoriaal-Guinea, Swaziland, Gabon, Liberia, Marokko, Mozambique, Namibië en Senegal zich niet konden kwalificeren en zodoende geen plaats konden bemachtigen in de finale.

## Jury
Een professionele jury beslist voor 50% de uitslag. De jury bestond uit tien personen over de hele wereld. De juryleden waren muziekexperts maar ook experts van het Eurovisiesongfestival. Ook zetelde Afrikaanse producers in de jury. Hieronder enkele juryleden:
- Symphony: Eerste winnares van dit festival namens Swaziland.
- Andrei Mikheev: Jury tijdens de Wit-Russische pre-selectie voor het Eurovisiesongfestival 2015
- Victor Nunes: Portugese singer-songwriter.
- Garrick van der Tuin: Muziekproducer van Zuid-Afrika

## Finale
| Plaats | Land           | Taal                            | Artiest              | Lied              | Gem. punten |
| ------ | -------------- | ------------------------------- | -------------------- | ----------------- | ----------- |
| 1      | Nigeria        | Pidgin Engels, Yoruba           | Dhortune ThatOndoBoy | Yèmi              | 6,5         |
| 2      | Nigeria        | Engels                          | Zinny                | Little girls grow | 6,5         |
| 3      | Ghana          | Engels, Ewe                     | EpiqMenz             | Downtown guy      | 5,5         |
| 4      | Zuid-Afrika    | Engels, Zuid-Sotho en isiZulu   | Presss               | African child     | 5,5         |
| 5      | Kenia          | Engels                          | Crank                | Cause you're mine | 4,5         |
| 6      | Malawi         | Engels                          | Bamoc                | Closed doors      | 4,5         |
| 7      | Tunesië        | Arabisch, Italiaans             | Hamza Mathcima       | Samra             | 4           |
| 8      | Zuid-Afrika    | Engels, Zuid-Sotho en Afrikaans | Leote Taylor         | Everybody         | 4           |
| 9      | Burundi        | Frans, Engels en Kirundi        | Miss Erica           | In my heart       | 4           |
| 10     | Zuid-Afrika    | Engels                          | Holly Rey            | Fire              | 3,5         |
| 11     | Nigeria        | Engels, Youba                   | Dr Philz             | Butter            | 3           |
| 12     | Nigeria        | Engels, Hausa                   | Ayuba Tete           | Hope song         | 3           |
| 13     | Zimbabwe       | Shona, Engels                   | Simple Claude        | Marunjeya         | 2,5         |
| 14     | Zambia         | Nyanja, Engels                  | Waina                | Norita            | 2,5         |
| 15     | Congo-Kinshasa | Lingala                         | Anouchka Tuluka      | Na lela yo        | 2           |
| 16     | Zuid-Afrika    | Engels                          | Jolanda Becker       | The hope song     | 2           |
| 17     | Oeganda        | Luganda                         | Frank Magic          | Sibiwulira        | 1,5         |
| 18     | Kameroen       | Engels, Frans                   | Epiesco              | Nga di scream     | 1           |
| 19     | Zuid-Afrika    | Xhosa                           | Mandlamakhulu        | Vukani            | 1           |
| 20     | Zuid-Afrika    | Engels                          | Kenton Lee           | Echo              | 1           |
| 21     | Ivoorkust      | Frans, Pidgin Engels            | Leflo Gnezale        | Reste             | 1           |
| 22     | Kameroen       | Engels, Frans                   | Liya                 | Broken            | 1           |
| 23     | Zuid-Afrika    | Xhosa                           | LusiBlaq             | Emlanjeni         | 1           |
| 24     | Congo-Kinshasa | Swahili, Engels                 | Eddy Rug             | Bla bla bla       | 1           |
| 25     | Zuid-Afrika    | isiZulu                         | Thato Kashe          | Ndimilona         | 1           |
| 26     | Kameroen       | Frans                           | Joahn Lover          | Ticket validé     | 1           |
| 27     | Ghana          | Engels                          | Efe Keyz             | Feelings          | 1           |
| 28     | Tanzania       | Swahili, Engels                 | Voice Prince         | Nakupenda         | 1           |
| 29     | Kenia          | Swahili                         | Kenton Lee           | Yako              | 1           |
| 30     | Zuid-Soedan    | Engels, Arabisch                | Yuppie Jay           | Bubble it         | 1           |

## Awards
Ook deze editie werden er weer vier award uitgedeeld.  Net zoals in de vorige editie een voor de beste Franstalige tekst, een voor de beste Engelstalige en een voor beste Afrikaanstalige nummer. Een nieuwe award werd ook uitgereikt onder de naam: "EurovisionCoverage Facebook Buzz Award", gekozen door de fans van het Eurovisiesongfestival.
| Award                                  | Artiest        | Nummer            | Plaats |
| -------------------------------------- | -------------- | ----------------- | ------ |
| Beste Engelstalige tekst               | Zinny          | Little girls grow | 2e     |
| Beste Franstalige tekst                | Miss Erica     | In my heart       | 9e     |
| Beste Afrikaanstalig lied              | Hamza Mathcima | Samra             | 7e     |
| EurovisionCoverage Facebook Buzz Award | Miss Erica     | In my heart       | 9e     |

## Trivia
Traditiegetrouw mag de winnaar van de editie naar het Eurovisiesongfestival. Door de coronapandemie werd de editie van 2020, in Rotterdam, geannuleerd. Hierdoor richten de fans van het Eurovisiesongfestival een niet officiële editie genaamd "Eurostream 2020" op. Hier kreeg de Nigeriaanse winnaar wel de kans om zijn nummer te laten horen als intervalact.